# Радченко, Евгений Вячеславович
Евгений Вячеславович Радченко (23 сентября 1936, Клин, Московская область, РСФСР — 5 октября 2016, Кострома, Российская Федерация) — советский и российский художник и дизайнер, заслуженный художник Российской Федерации, заслуженный работник текстильной и лёгкой промышленности РСФСР.

## Биография
В 1961 г. окончил факультет прикладного искусства Московского текстильного института, по специальности «художник-технолог по ткачеству».
В 1961—1995 гг. — художник, старший художник, начальник художественной мастерской Костромской фабрики имени Октябрьской революции (в 1992 году преобразована в АО «Лён»).
С 1960 г. — участник областных, зональных, республиканских и всесоюзной выставок. Экспонент 10 персональных выставок в Костроме, Москве, Петербурге, Дарэме (США).
С 1980 г. — член Союза художников СССР. В 1986 году принят в члены Союза дизайнеров СССР.
Его гобелены представлены в собрании музея истории С.-Петербурга, Костромском музее изобразительных искусств. 
Похоронен на Заволжском кладбище города Костромы.
Избранные работы: «Воспоминание об Эстонии» (1961), «Жизнь», Монотипии «Муром» (1970) и «Нижегородский Кремль» (1971); «Псковский Кремль» (1978), «Букет» (1982), ткань «Ликурга» (1984), «Край костромской» (1984—1985), «Солигалич» (1985), «Белые ночи. Боль.» (1983), «Прошлогодние листья», «Ручей. Зима», «Ручей. Весна» (1986), «Земля Саласпилс» (1986), «Черное и синее» (1986), «Рига. Изморозь» (1986), триптих: «Покров на Нерли», «Спас на Нередице», «Ростов Великий» (1988), «Старая крепость» (1993).

## Награды и звания
Награжден орденом «Знак Почета» (1975). Заслуженный художник Российской Федерации (2008).
Заслуженный работник текстильной и легкой промышленности РСФСР (1990). Лауреат муниципальной премии имени Д. С. Лихачева (1996). Почётный гражданин города Костромы (2001).